# Bagel

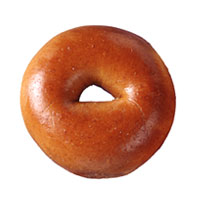
Um bagel.

O bagel ou beiguel é um produto de pão tradicionalmente feito de massa de farinha de trigo fermentada, na forma de um anel, feito sob medida à mão e que primeiro é fervido em água e depois assado. O resultado é um interior denso, elástico e meio-cru com um exterior acastanhado e às vezes estaladiço. Os bagels são muitas vezes cobertos com sementes, cozidas sobre a crosta do pão, sendo as mais tradicionais as sementes de sésamo ou papoila. Alguns têm sal salpicado.

## História
Embora associado aos judeus de Nova York, o bagel tem raízes na Polônia. No século XVII, padeiros judeus de Cracóvia criaram o "obwarzanek", um pão em forma de anel cozido e assado, que é considerado um ancestral direto do bagel moderno.

### Popularidade
O bagel é um pão popular nos Estados Unidos, Canadá e Reino Unido especialmente em cidades com grandes populações judaicas, como Nova York, Montreal, Toronto e Londres, cada uma com a sua maneira diferente de fazer o bagel. É tipicamente consumido no desjejum, partido ao meio transversalmente, torrado e servido com queijo-creme.
Os bagels distinguem-se dos doughnuts (ou donuts) que têm a mesma forma por estes serem fritos.
Os bubliks russos são muito semelhantes aos bagels, sendo um pouco maiores e têm um buraco mais largo, e são mais secos. Os pretzels, especialmente os grandes e macios, parecem-se também muito aos bagels. As excepções principais são a forma e o banho de água alcalina que faz a sua superfície escura e brilhante.